# Caires
Caires (en francès Cayres) és un municipi francès situat al departament de l'Alt Loira i a la regió d'Alvèrnia-Roine-Alps. L'any 2007 tenia 715 habitants.

## Demografia

### Població
El 2007 la població de fet de Cayres era de 715 persones. Hi havia 246 famílies de les quals 65 eren unipersonals (12 homes vivint sols i 53 dones vivint soles), 66 parelles sense fills, 103 parelles amb fills i 12 famílies monoparentals amb fills.
La població ha evolucionat segons el següent gràfic:
Habitants censats

### Habitatges
El 2007 hi havia 453 habitatges, 262 eren l'habitatge principal de la família, 149 eren segones residències i 42 estaven desocupats. 396 eren cases i 56 eren apartaments. Dels 262 habitatges principals, 198 estaven ocupats pels seus propietaris, 53 estaven llogats i ocupats pels llogaters i 10 estaven cedits a títol gratuït; 1 tenia una cambra, 15 en tenien dues, 27 en tenien tres, 72 en tenien quatre i 147 en tenien cinc o més. 185 habitatges disposaven pel capbaix d'una plaça de pàrquing. A 99 habitatges hi havia un automòbil i a 130 n'hi havia dos o més.

### Piràmide de població
La piràmide de població per edats i sexe el 2009 era:
| Homes | Edats   | Dones |
| ----- | ------- | ----- |
| 0     | 95 o +  | 0     |
| 0     | 90 a 94 | 20    |
| 8     | 85 a 89 | 12    |
| 4     | 80 a 84 | 0     |
| 24    | 75 a 79 | 28    |
| 8     | 70 a 74 | 24    |
| 12    | 65 a 69 | 20    |
| 24    | 60 a 64 | 8     |
| 8     | 55 a 59 | 16    |
| 28    | 50 a 54 | 28    |
| 20    | 45 a 49 | 16    |
| 24    | 40 a 44 | 4     |
| 16    | 35 a 39 | 12    |
| 24    | 30 a 34 | 36    |
| 16    | 25 a 29 | 16    |
| 12    | 20 a 24 | 4     |
| 24    | 15 a 19 | 16    |
| 32    | 10 a 14 | 12    |
| 4     | 5 a 9   | 28    |
| 12    | 0 a 4   | 16    |

## Economia
El 2007 la població en edat de treballar era de 436 persones, 325 eren actives i 111 eren inactives. De les 325 persones actives 313 estaven ocupades (179 homes i 134 dones) i 12 estaven aturades (3 homes i 9 dones). De les 111 persones inactives 42 estaven jubilades, 34 estaven estudiant i 35 estaven classificades com a «altres inactius».

### Ingressos
El 2009 a Cayres hi havia 267 unitats fiscals que integraven 642,5 persones, la mediana anual d'ingressos fiscals per persona era de 15.114 €.

### Activitats econòmiques
Dels 35 establiments que hi havia el 2007, 1 era d'una empresa extractiva, 1 d'una empresa alimentària, 1 d'una empresa de fabricació d'altres productes industrials, 13 d'empreses de construcció, 5 d'empreses de comerç i reparació d'automòbils, 2 d'empreses de transport, 1 d'una empresa d'hostatgeria i restauració, 1 d'una empresa d'informació i comunicació, 1 d'una empresa financera, 5 d'empreses de serveis, 3 d'entitats de l'administració pública i 1 d'una empresa classificada com a «altres activitats de serveis».
Dels 15 establiments de servei als particulars que hi havia el 2009, 1 era una oficina d'administració d'Hisenda pública, 1 oficina de correu, 1 una oficina bancària, 1 taller de reparació d'automòbils i de material agrícola, 3 paletes, 2 guixaires pintors, 2 fusteries, 1 lampisteria, 2 electricistes i 1 perruqueria.
Dels 3 establiments comercials que hi havia el 2009, 1 era una botiga de menys de 120 m², 1 una carnisseria i 1 un drogueria.
L'any 2000 a Cayres hi havia 47 explotacions agrícoles que ocupaven un total de 1.710 hectàrees.

## Equipaments sanitaris i escolars
El 2009 hi havia una escola elemental.

## Poblacions més properes
El següent diagrama mostra les poblacions més properes.